# Llanfrynach
Llanfrynach est un village et une communauté du Powys, au pays de Galles.

## Géographie
Llanfrynach est situé dans le sud du Powys, dans le comté historique du Brecknockshire, à 6 km au sud-est de la ville de Brecon. Il est traversé par la Nant Menasgin (en), un affluent de l'Usk.
La communauté de Llanfrynach comprend aussi les hameaux de Groesfford (en) et Llanhamlach (en).

## Démographie
Au recensement de 2011, la communauté de Llanfrynach comptait 571 habitants.